# Kjeld Thorst
Kjeld Thorst est un footballeur danois né le 13 mai 1940 à Øster Svenstrup. Il évoluait au poste d'attaquant.

## Biographie

### En club
Il joue entre 1960 et 1970 dans le club de l'AaB Aalborg, il y remporte deux Coupes du Danemark.

### En équipe nationale
International danois, il reçoit 26 sélections pour 6 buts en équipe du Danemark entre 1963 et 1969. 
Il joue son premier match en équipe nationale le 15 septembre 1963 contre la Norvège et son dernier le 22 octobre 1969 contre la Hongrie lors des tours préliminaires à la Coupe du monde 1970.
Il fait partie du groupe danois qui se classe quatrième de l'Euro 1964.

### Entraîneur
Il entraîne l'AaB Aalborg entre 1975 et 1976.

## Carrière

### Joueur
- 1960-1970 :  AaB Aalborg

### Entraîneur
- 1975-1976 :  AaB Aalborg

## Palmarès
Avec l'AaB Aalborg :
- Vainqueur de la Coupe du Danemark en 1966 et 1970